# El Cairo
El Cairo est une municipalité du département de Valle del Cauca en Colombie.